# Gerhard Heinrich
Gerhard Heinrich (* 9. Juni 1955 in Hamburg-Wilhelmsburg) ist ein deutscher Politiker (SPD) und ehemaliges Mitglied der Hamburgischen Bürgerschaft.

## Leben und Politik
Der studierte Jurist war in der 14. Wahlperiode von 1991 bis 1993 für die SPD in der Bürgerschaft vertreten. Dort war er unter anderem im Rechtsausschuss, Ausschuss für Verfassung, Geschäftsordnung und Wahlprüfung, Ausschuss für Inneres und den öffentlichen Dienst.